# PlayStation Mobile
PlayStation Mobile（プレイステーション・モバイル、PSM、旧称PlayStation Suite（プレイステーション・スイート））とはソニー・コンピュータエンタテインメントが提供していた、PlayStation Vita/PlayStation Vita TV及びAndroid搭載端末（PlayStation Certifiedデバイス）で動作する仮想的なプラットフォームである。
従来のPlayStationハードウェアで専用ソフトを実行していた環境とは違い、多種多様環境下で共通仕様の仮想的なハードウェアを設定し、その中で共通のソフトウェアを実行させるというPlayStationの世界を広げる試みであった。従来のSCEと契約したデベロッパーだけでなくゲーム機と縁の無かった開発者も含む全開発者を対象としたオープンな開発環境であった。
しかし、2014年8月にAndroidでのサポートを打ち切り、以降はPlayStation VitaおよびPlayStation Vita TVに特化したアプリケーションに注力することが発表となった。さらに2015年3月にはPlayStation Vitaも含めてサービスを完全に終了することが発表となり、同年7月15日でコンテンツの新規販売を終了、9月10日に既に購入したコンテンツの再ダウンロードも終了した。

## 仮想マシン
PSMアプリケーションは、直接OSの元で実行されるものではなく仮想マシン（VM）にて実行される。実行バイナリーもCPUに依存しないマネージコードとなっていて、構造上ARM以外での動作が不可能ではなかったが、ARM系CPUのハードウェア上のみの動作にとどまった。
実際SDKにはPC/AT互換機Windows環境下のシミュレーターも付属していた。

### 動作環境
- OS
  - Android 2.3以上4.4.2以下
  - PS Vita内蔵OS

### 仕様
- 実行環境はMonoによるVMとなっている[5]
- 実行バイナリーはマネージコード[1]（ECMA-335のカスタム仕様[5]）
- サポート要素[2]
  - 基本型のような配列、文字列、コレクション
  - ファイルI/O
  - スレッド
  - ソケット
  - HTTPプロトコル
  - XML
  - 他

## PlayStation Mobile Developer Program
2012年11月20日より提供開始されたPlayStation Mobile開発サポートプログラムであり、正式版のPlayStation Mobile SDKも提供される。Sony Entertainment Networkアカウントを持っていれば、誰でもデベロッパー登録（無料）ができた。テスト、デバッグにはPC上のシミュレーターを使用する。
提供国は日本、アメリカ、カナダ、イギリス、フランス、ドイツ、イタリア、スペイン、オーストラリア、台湾、香港、アイルランド、オランダ、スウェーデン、デンマーク、ニュージーランド、ノルウェー、フィンランド、ベルギー、メキシコの各国・地域で提供され、順次拡大される。
PlayStation Mobileを介してソフトを作ることでPS Vita、Androidで動作するソフトを制作することができる。PlayStationという名前からゲームソフトを連想しやすいが、一般的な実用アプリも制作可能で、乗換案内のアプリやニュースアプリなどを、AndroidとPS Vita両方に提供できるということになる。開発者側から見ればPS Vitaに加えてAndroidの市場も対象として制作でき、SCE側から見ればPS Vitaのコンテンツを拡充することができる。ソフトウェア開発キット（SDK）は一般に公開され、個人や学生でもソフトを作りPlayStation Storeを経由して販売することができるため、今までは「家庭用ゲーム機はハードルが高く難しい」と考えていた開発者もソフトを開発、提供することができるようになるとしていた。また、ゲーム機外の分野から開発者をPlayStationに集める戦略の一環としていた。
PlayStation Mobile公式開発サポートのTwitter IDは@PSMDevSupportとなっている。開発関係ハッシュタグは#pssuitedevが使われているが改名により#psmdevに移行した。

### パブリッシャーライセンス
デベロッパー登録開発者は、SCEとのパブリッシャーライセンス契約（日本では7980円/年）の締結後に、所定の手続きを経た上でPlayStation Storeからの配信が可能になる。
パブリッシャーライセンス契約は、個人法人共に可能であった。
実機即ちPlayStation Vita、PlayStation Certifiedデバイス上でのテスト、デバッグにはパブリッシャーライセンスが必要であった。

## PlayStation Mobile SDK
PlayStation Mobile SDK（プレイステーション モバイル エスディーケー）は、PlayStation Mobileプラットホームで動作するアプリケーションソフトウェアを開発するためのソフトウェア開発キットである。
2012年4月19日に開始したオープンβ版からPS Vita上で動作検証が可能になったが、正式版とともに実機動作はパブリッシャーライセンスが必要となった。クローズドβテスト、オープンβテスト共に個人で参加可能だった。
デベロッパー登録をすれば無料で入手可能。正式版で開発したアプリケーションはパブリッシャーライセンス契約した上で、所定の手続きをすればPS Storeにて配信される。開発言語はC#だが言語の種類は柔軟に対応するとしていた。
Windows版しかSDKが存在しない。
バージョン0.99よりSDKの名称も正式名称に合わせて変更された。
正式サービス開始に合わせて更新され、バージョン1.00となっている。
バージョン2.0からAndroidはサポート対象外となった。

### ツール
- PlayStation Mobile Studio：統合開発環境
  - PlayStation Mobile UI Composer：ユーザーインターフェイスのデザインツール
  - PlayStation Mobile Simulator：PC用PSMシミュレーター
  - ModelViewer：.mdxファイル（3Dモデル格納ファイル）のプレビューツール
- PlayStation Mobile Development Assistant：PS Vita及びPlayStation Certifiedデバイス用PSM開発アシスタント
- PSM Publishing Utility：マスターパッケージの作成・提出やアプリケーション設定、アプリケーション内課金設定用ツール

### 仕様
- Windows上のVMシミュレーター有り[2]
- 開発言語はC#を採用[1]
- BCLはAPIコンパチブル[5]
- CLIはECMA-335のカスタム仕様[5]
- グラフィックはOpenGL ES 2.0 equivalent[5]
- ユーザーインターフェースツールキット有り[5]
- 2D物理演算エンジン[5]
- コンテンツ保護で署名、暗号化有り

### コアAPI
標準ライブラリーの他にコアAPIには以下のものを揃えていた。
- グラフィック
  - OpenGL ES 2.0 equivalent
- オーディオ
  - 効果音
  - BGM
- 入力
  - ゲームパッド
  - タッチ操作
  - モーション入力
- イメージング
  - イメージ処理
  - フォント
- ベクトル数値演算
  - ベクトル、行列計算
- 環境
  - クリップボード
  - コモンダイアログ（テキスト入力など）
  - シェル
  - システムイベント
  - システムパラメーター
  - 記憶装置、パーシスタントメモリー、これらVer0.99で廃止
- サービス
  - アプリケーション内課金機能
- ハイレベル
  - 2D物理演算
  - ゲームエンジン2D

## PlayStation Certified

認証された機種にはこのアイコンがつけられる。

PlayStation Certified（プレイステーション サーティファイド）は、Android搭載端末メーカーに対する、PlayStation Mobile対応サポートプログラムである。
コンテンツ再生においてPlayStation クオリティが保てる機器にはPlayStation Certifiedロゴがライセンスされる。
この認証が通った機器の総称は「PlayStation Certifiedデバイス」である。
PlayStation MobileのサポートがAndroid 4.4.2で打ち切られることになったため、Androidのバージョンを4.4.3以降にアップデートした場合、コンテンツが正常に作動しなくなる可能性がある。

## 対応機種

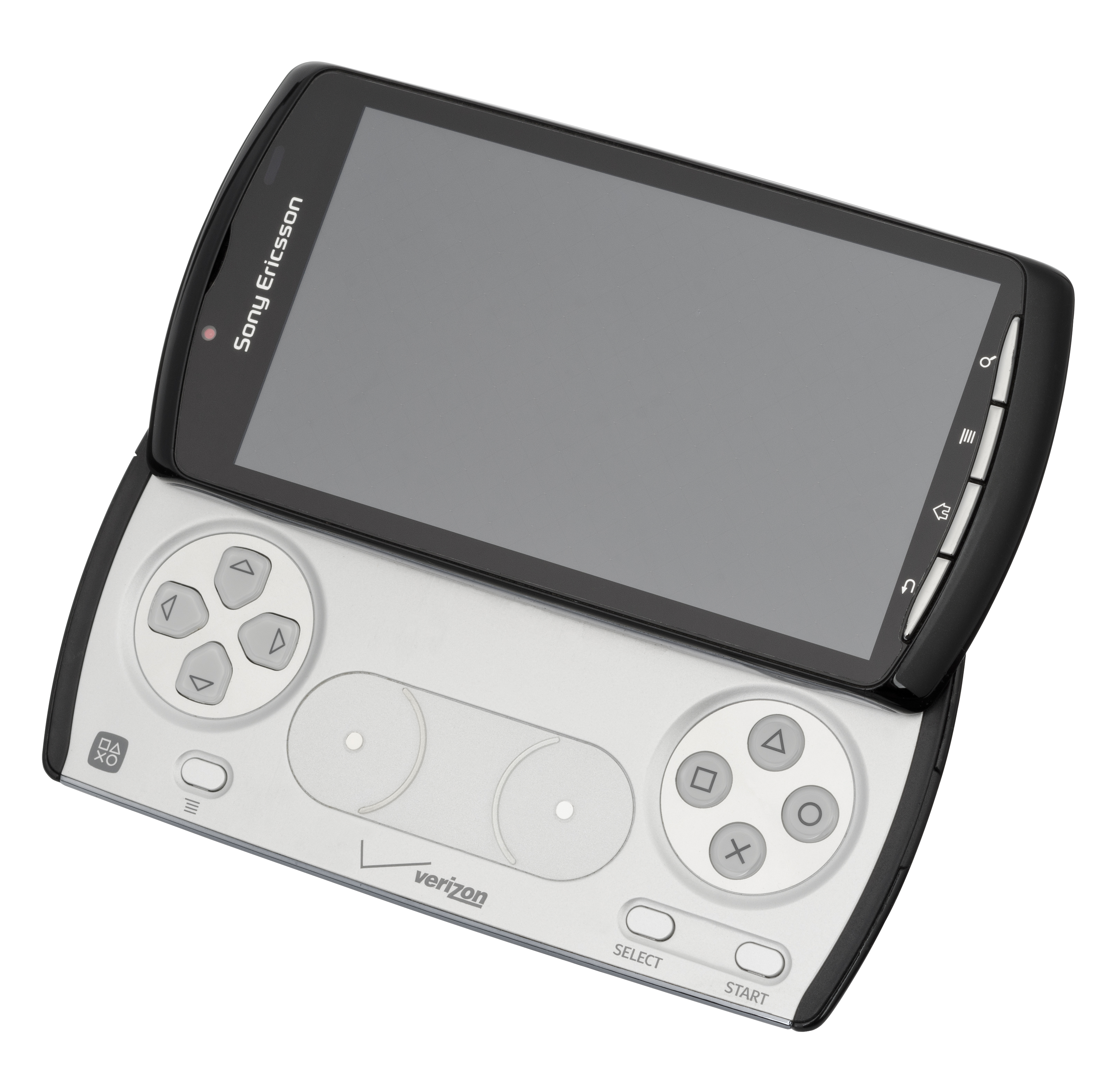
Xperia PLAY

※はDUALSHOCK 3対応となっているがAndroid 4.2へとソフトウェアアップデートが必要となる。
- PlayStation Vita/PlayStation Vita TV
- PlayStation Certifiedデバイス
  - Sony Xperia
    - Xperia PLAY SO-01D
      - SCE以外での対応第一号機は、PSPhone（PSP Phoneではない）のコードネームで2010年10月にはすでに存在が明らかにされていた[13]、ソニー・エリクソンのXperia Playである。2011年2月14日Mobile World Congress 2011のイベントでXperia PLAYの正式発表を行った[14]。

    - Xperia arc SO-01C
    - Xperia acro SO-02C/IS11S (CDMA SOI11)
      - SO-01CとSO-02Cは2011年11月7日に行われるソフトウェアアップデートで対応[15]、IS11Sも同年11月10日に提供されるアップデートで対応する[16]。

    - Xperia NX SO-02D[17]
    - Xperia acro HD SO-03D[17]/IS12S (CDMA SOI12)[18]
    - Xperia GX SO-04D
    - Xperia SX SO-05D
    - Xperia AX SO-01E
    - Xperia VL SOL21 (CDMA SOL21)
    - Xperia A2 SO-04F※
    - Xperia Z シリーズ
      - Xperia Z SO-02E
      - Xperia A SO-04E※
      - Xperia UL SOL22
      - Xperia Z1 SO-01F/SOL23※
      - Xperia Z1f SO-02F※
      - Xperia Z Ultra SOL24※
      - Xperia Z Ultra (Wi-Fiモデル)※
      - Xperia Z2 SO-03F※
      - Xperia ZL2 SOL25※
      - Xperia Z3 SO-01G/SOL26/401SO※

    - Sony Tablet[19]/Xperia Tablet
      - Sony Tablet S※
      - Sony Tablet P
      - Xperia Tablet S※
      - Xperia Tablet Z SO-03E※
      - Xperia Tablet Z (Wi-Fiモデル)※
      - Xperia Z2 Tablet SOT21/SO-05F※

  - HTC
    - HTC One X
    - HTC One S
    - HTC One V
    - HTC One XL
    - HTC One X+
    - HTC One SV
    - HTC Evo 4G LTE
    - HTC J butterfly
    - HTC J One
    - HTC One
    - HTC Butterfly S

  - シャープ
    - AQUOS PHONE ZETA SH-02E
    - AQUOS PHONE ZETA SH-09D
    - AQUOS PHONE EX SH-04E
    - AQUOS PHONE SERIE ISW16SH (CDMA SHI16)
    - AQUOS PHONE SERIE SHL21 (CDMA SHL21)
    - AQUOS PAD SHT21 (CDMA SHT21)
    - AQUOS PHONE Xx 106SH
    - AQUOS PHONE Xx 203SH
    - PANTONE 6 200SH

  - 富士通 ARROWSシリーズ
    - ARROWS Tab F-05E

  - Wikipad
    - Wikipad 7

  - Alcatel
    - ONE TOUCH IDOL S

## 配信
PlayStation Mobile専用コンテンツは、2012年10月3日よりPlayStation Storeにて配信された。それと同時に初代PlayStationのゲームの配信は終了となった。
日本、アメリカ、カナダ、イギリス、フランス、ドイツ、イタリア、スペイン、オーストラリアの9か国にて開始され、順次拡大される。
2013年12月18日には、アイルランド、オランダ、スウェーデン、デンマーク、ニュージーランド、ノルウェー、フィンランド、ベルギー、メキシコの9か国で開始される。
開始日には、約30のコンテンツを50円から850円（税込）で配信された。
「お金を出しても手に入れたいクオリティのものを揃える」というSCE側のポリシーにより、完全無料のコンテンツは配信することができない。

## 沿革
2011年
- 1月27日：PlayStation Meeting 2011にてPlayStation Suite発表。
- 9月14日：東京ゲームショウSCE基調講演にてPlayStation Suiteの開発言語,SDKβテスト開始時期などの概要発表[1]。
- 11月10日：開発キットのクローズドβテスト参加者募集開始[23]。
- 12月8日：Xperiaのarc SO-01C、acro SO-02C、acro IS11S以上3機種でPlayStation Store開始[24]。

2012年
- 3月7日：SCEが2012年4月からPlayStation Suite SDKのオープンベータ版を、同年後半から正式版を提供開始と明らかにした[10]。GDC 2012においてPSSカンファレンスがあった[2]。
- 4月19日：SCEが日本Androidの会 秋葉原支部定例会にて、PlayStation Suiteの日本初の制作者向け講演を行った[25]。クローズドβを終了しオープンβ開始[9]。
- 6月5日：E3にて開催されたSCEのカンファレンスでHTCがPlayStation Certifiedライセンスプログラムに参入したと発表。同時にPlayStation Suiteのサービス名称をPlayStation Mobileに変更したことも発表[26]。
- 7月13日：SDKがバージョン0.99に更新された。それに伴いSDKの名称がPlayStation Mobile SDKに変更、PlayStation Suite Development AssistantがPlayStation Mobile Development Assistantに変更された[11]。
- 8月3日：SDKがバージョン0.99.10に更新された。
- 8月15日：2012年秋より日本、アメリカ、カナダ、イギリス、フランス、ドイツ、イタリア、スペイン、オーストラリアの9か国で専用コンテンツの配信開始すると発表。同時にPlayStation CertifiedライセンスプログラムにASUSTeK ComputerとWikiPadが参入したことも発表された[27]。
- 9月7日：SDKがバージョン0.99.11に更新された。
- 9月19日：10月3日よりPlayStation Storeから専用コンテンツの配信開始、シャープと富士通が参入、SDK正式版を11月より提供開始、以上の発表が同日行われたプレスカンファレンスで発表された[20]。
- 10月3日：PlayStation Storeから専用コンテンツの配信開始。この時点でPlayStation Mobile正式サービス開始となる。
- 10月5日：SDKがバージョン0.99.20に更新された。
- 11月20日：
  - PSMデベロッパープログラム正式サービス開始。（日本、アメリカ、カナダ、イギリス、フランス、ドイツ、イタリア、スペイン、オーストラリア）
  - シャープ製の対応端末2機種が発表になった。

2013年
- 1月21日：台湾、香港でデベロッパープログラム開始[28]。
- 11月19日：SDKがバージョン1.21.00に更新された。
- 12月5日：開発サポートプログラム 「PlayStation®Mobile Developer Program」をアイルランド、オランダ、スウェーデン、デンマーク、ニュージーランド、ノルウェー、フィンランド、ベルギー、メキシコの9か国で開始[21]。
- 12月18日：アイルランド、オランダ、スウェーデン、デンマーク、ニュージーランド、ノルウェー、フィンランド、ベルギー、メキシコの9か国で専用コンテンツ配信開始[21]。

2014年
- 8月6日：Android 4.4.3以降はPlayStation®Mobileのサポート対象外になると発表[3]。

2015年
- 6月30日：スコアランキング機能を終了。
- 7月15日：コンテンツ配信を終了する[4]。
- 9月10日：サービス終了[4]。